# 4855 Tenpyou
4855 Tenpyou је астероид главног астероидног појаса чија средња удаљеност од Сунца износи 2,232 астрономских јединица (АЈ).
Апсолутна магнитуда астероида је 14,1.